# Wojciech Freudenreich
Wojciech Freudenreich (ur. 24 marca 1939 w Poznaniu, zm. 2 grudnia 2023) – polski grafik i malarz.

## Życiorys
W 1965 ukończył studia na Wydziale Malarstwa Akademii Sztuk Pięknych w Warszawie. Studiował pod kierunkiem Aleksandra Rafałowskiego i od trzeciego roku studiów Jana Cybisa. Zajmował się grafiką użytkową, projektował okładki książek, plakaty, znaczki pocztowe. W latach 1982–1987 mieszkał i pracował w Holandii. Przygotowywał okładki i opracowanie graficzne książek dla Ludowej Spółdzielni Wydawniczej, Państwowego Wydawnictwa Rolniczego i Leśnego, Czytelnika, Państwowego Instytutu Wydawniczego, Iskier, Wydawnictw Artystycznych i Filmowych, Wydawnictwa Poznańskiego, Państwowego Przedsiębiorstwa Wydawnictw Kartograficznych, Świata Książki. Współpracował z galerią Zachęta i pismem Res Publica, dla którego w 1987 przygotował nową szatę graficzną. Często pracował w duecie z Janem Bokiewiczem, z którym tworzył w latach 1994-1998 studio "1&1" (współpraca wykraczała poza ten okres).
Był laureatem nagrody indywidualnej w konkursie na Najpiękniejszą Książkę Roku w edycji 1981-1983 (z Janem Bokiewiczem) i 1985. Był także wielokrotnym laureatem tego konkursu (nagrody w 1996 i 1999 - wspólnie z Janem Bokiewiczem, wyróżnienia w 1970, 1973, 1974, 1975, 1977 - samodzielnie, 1995, 1996, 1997, 1998, 1999). W 1994 otrzymał I nagrodę w konkursie na znaczek pocztowy "Polska a Unia Europejska".
Malarką i graficzką jest także jego żona Emilia Piekarska-Freudenreich.